# Велеви
Велеви (груз. ველევი) — село в Грузии, на территории Амбролаурского муниципалитета края (мхаре) Рача-Лечхуми и Нижняя Сванетия.

## География
Село находится в северной части Грузии, на правом берегу реки Велиула (бассейн Риони), на расстоянии приблизительно 6 километров (по прямой) к юго-юго-востоку от города Амбролаури, административного центра муниципалитета. Абсолютная высота — 1180 метров над уровнем моря.

## Население
По результатам официальной переписи населения 2014 года, в Велеви проживало 95 человек (47 мужчин и 48 женщин). В национальной структуре населения грузины составляли 100 %.
| Год  | Население, человек |
| ---- | ------------------ |
| 2002 | 138                |
| 2014 | ↘ 95               |